# Erwin Paul Dieseldorff
Erwin Paul Dieseldorff (* 10. Juni 1868 in Hamburg; † 3. November 1940) war ein in Deutschland geborener Plantagenbesitzer und Kaffeepflanzer und -händler in Alta Verapaz, Guatemala, sowie Amateur-Altamerikanist.

## Familie
Erwin Paul Dieseldorff war der zweite Sohn des Reeders und Kaufmanns Johann Peter Daniel Dieseldorff (1826–1887) und seiner Ehefrau Marie, geb. Rethey. Ihre Mutter stammte von der Familie Klebercz von Rethe ab Sein Vater J. P. D. Dieseldorff, der sich für die Firma Godeffroy einige Jahre in Australien aufgehalten hatte, schrieb darüber 1849 einen Wegweiser. Gustav Godeffroy setzt sich mit Dieseldorff & Co., Admiralitätstraße, in Verbindung, die auf das Anwerben von Auswanderern spezialisiert sind. „Die Expedition der den Herren J. C. Godeffroy und Sohn gehörenden Schiffe ist im Jahre 1852 ausschließlich den Herren Dieseldorff u . Comp . übertragen worden.“ Die 1864 angelegte Danielstraße in St. Georg ist nach ihm benannt. 1867 bieten Dieseldorf & Co. in Admiralitätstraße und Herrengraben in Hamburg Dienstleistungen Auswandererbeförderer nach Chile, San Francisco, Australien sowie Anweisungen und Wechsel an die verschiedenen Colonien an.
Sein älterer Bruder Dr. Arthur Daniel Dieseldorff (* 20. Juni 1866 in Hamburg) gibt in der Vita seiner Dissertation an, er sei evangelischer Konfession.
Einer seiner Vorfahren hatte sich nach dem Danziger Gelehrten Johann Gottfried von Diesseldorf benannt. Dessen Sohn, Charles William Dieseldorff (um 1813 – 12. Januar 1890 in Lewisham, Kent) ging nach Belize (British Honduras) und im Februar 1863 wurde C. W. Dieseldorff esq. „member of the Executive Council of the colony of British Guinea.“ Seine Töchter Emma Wilhelmina und Maria E. Dieseldorff sind 1858 in Honduras bzw. 1865 in Forrest Hill, Kent geboren.
(Belize war auch erster Anlaufpunkt von Franz Sarg. Dorthin hatte dem Mahagonihändler Marshall Bennet seine Eastern Coast of Central America Commercial and Agricultural Company brit. Auswanderer gelockt.)
Paul Erwins Onkel, Heinrich Rudolf „Enrique Rodolfo“ Dieseldorff (15. August 1831 in Hamburg – 1918) folgte ihm nach Belize und suchte dann sein eigenes Glück in Zacapa, Guatemala. Er bestellte Textilmaschinen und musste dann feststellen, dass sich seine Baumwolle nicht mit den Grashüpfern auf seinem Grund verträgt. 1863 kam er nach Cobán, wo er Ende 1865 eine Handelsniederlassung gründete und 1866/67 die Kaffeeplantage Chipoc bei Coban anlegte. (Als Importeure folgten ihm 1868 Francis Sarg in S. Cristobal und 1871 sein Bruder J. F. Sarg in Coban. 1873 gründeten die Brüder in Coban das Haus Sarg hermanos, in das Moritz „Mauricio“ Thomae, der Sohn von Carl Thomae, als Teilhaber eintrat.)

## Leben
1887 wurde unter der Führung von Reichskanzler Otto von Bismarck ein Handelsabkommen mit dem Freistaat Guatemala geschlossen, das deutschen Einwanderern gewisse Privilegien zusprach.
Als Spross einer wohlhabenden Hamburger Familie, die im Mittelamerikahandel tätig war, arbeitete Dieseldorff drei Jahre lang in der Exportfirma seines Onkels in London, bevor er 1888 nach Guatemala ging, um nach Investitionsmöglichkeiten zu suchen. Auf Anraten von Verwandten, die ihm bereits vorausgegangen waren, begann er mit der Produktion und dem Export von Kaffee. Er erwarb Grundstücke vom Río Polochic bis nach Petén und wurde der größte private Landbesitzer in Guatemala. Sein Kaffeegeschäft war vertikal integriert mit Plantagen, die verschiedenen sich ergänzenden Funktionen dienten.
1917 enteignet der guatemaltekische Staatspräsident Manuel Estrada Cabrera deutsches Vermögen. Nach dem Friedensschluss mit dem Deutschen Reich (3. Oktober 1919) können die deutschen Siedler ihren Besitz zurückkaufen.
1936 gab Erwin Paul Dieseldorff die Leitung seiner Firma an seinen Sohn Wilhelm Erwin (Willi) Dieseldorff (* 1913) ab. Dieser war Gegner des Nationalsozialismus in Deutschland und entließ alle Angestellten, die die nationalsozialistische Regierung unterstützen. Daraufhin wurde ihm die deutsche Staatsangehörigkeit entzogen.
Dieseldorff interessierte sich zeitlebens für die Maya und die Heilpflanzen von Alta Verapaz und schrieb ausführlich darüber – auf Deutsch, Spanisch und Maya-Sprachen. 1893–99 korrespondierte Paul Erwin mit Ernst Wilhelm Förstemann.
Im Archiv der Tulane University befindet sich der Nachlass Dieseldorffs.

## Veröffentlichungen (Auswahl)
- Ausgrabungen in Coban. In: Zeitschrift für Ethnologie 25, 1893, S. 374–380.
- Reliefbild aus Chipolem Cuculcan. In: Correspondenzblatt der Deutschen Gesellschaft für Anthropologie, Ethnologie und Urgeschichte. 1895.
- Wer waren die Tolteken? In: Festschrift für Adolf Bastian zu seinem 70. Geburtstage. 1896, S. 417ff.
- Der Kaffeebaum. Praktische Erfahrungen über seine Behandlung im nördlichen Guatemala. Berlin 1908
- Welchen Gott stellen die Steinidole der Mayavölker dar? In: Festschrift Eduard Seler dargebracht zum 70. Geburtstag. Stuttgart 1922, S. 47–58.
- Kunst und Religion der Mayavölker. 3 Bände, Berlin 1926–1933.
  - Band 1: Kunst und Religion der Mayavölker im alten und heutigen Mittelamerika. 1926 = In: Zeitschrift für Ethnologie 57, 1925, S. 1–45.
  - Band 2: Die Copaner Denkmäler. 1931 = In: Zeitschrift für Ethnologie 62, 1930
  - Band 3: Die Datierung der Tempel. 1933.
- Maya-Zeitrechnung und Maya-Religion. Die Enträtselung der hieroglyphischen Daten auf den Stelen in Quirigua. Vortrag gehalten ... am 14. Dezember vor der Historischen Gesellschaft in Guatemala. In: Deutsche Zeitung, Guatemala 1935, S. 373–374..
- Los secretos contenidos en el tablero del templo de la Cruz de Palenque la joya más valiosa de la prehistoria mundial. Mexiko 1939.
- Las plantas medicinales del Departamento de Alta Verapaz. 1940.